# 1597
1597 (MDXCVII) byl rok, který dle gregoriánského kalendáře započal středou.

## Události

### Probíhající události
- 1562–1598 – Hugenotské války
- 1568–1648 – Osmdesátiletá válka
- 1568–1648 – Nizozemská revoluce
- 1585–1604 – Anglo-španělská válka
- 1590–1600 – Povstání Jang Jing-lunga
- 1592–1598 – Imdžinská válka
- 1593–1606 – Dlouhá turecká válka
- 1596–1597 – Obušková válka

## Narození

### České země
- Kašpar Karas z Rhomsteinu, světící biskup olomoucký († 6. ledna 1646)

#### Svět
- 31. ledna – Jan František Régis, francouzský jezuitský misionář († 30. prosince 1640)
- 31. května – Jean-Louis Guez de Balzac, francouzský spisovatel († 8. února 1654)
- 28. září – Justus Sustermans, vlámský malíř († 23. dubna 1681)
- 6. listopadu – Mons. Dr. Filip Fridrich Breuner, olomoucký kanovník, světící biskup a biskup vídeňský († 22. května 1669)
- 19. listopadu – Alžběta Šarlota Falcká, pruská vévodkyně a braniborská kurfiřtka († 25. dubna 1660)
- 23. prosince – Martin Opitz, německý básník († 20. srpna 1639)
- 24. prosince – Honoré II., princ monacký († 10. ledna 1662)
- neznámé datum
  - Cristóbal Diatristán de Acuña, jezuita a misionář († 1675)
  - Georg Schönberger, jezuitský teolog, rektor olomoucké univerzity († 1. srpna 1645)
  - Čang Taj, čínský spisovatel a dějepisec († 1689)
  - Salomon de Bray, holandský barokní architekt a malíř († 11. května 1664)

## Úmrtí

### Česko
- 30. září – Jan V. z Pernštejna, moravský šlechtic (* 30. července 1561)

#### Svět
- 15. ledna – Juan de Herrera, španělský architekt, matematik a geometr (* 1530)
- 6. února – Francesco Patrizi, chorvatský filosof (* 25. dubna 1529)
- 9. června – José de Anchieta, španělský kněz a světec (* 19. března 1534)
- 19. června – Gunilla Bielke, švédská královna (* 25. června 1568)
- 20. června – Willem Barents, nizozemský mořeplavec (* 1550)
- 20. září – Gregoria Maximiliána Habsburská, rakouská arcivévodkyně (* 22. března 1581)
- 15. října – Jošiaki Ašikaga, šógun (* 5. prosince 1537)
- 1. listopadu – Edward Kelley, alchymista a spiritistické médium, spolupracovník Johna Dee (* 1. srpna 1555)
- 6. listopadu – Kateřina Michaela Španělská, dcera španělského krále Filipa II. (* 10. října 1567)
- 21. prosince – Svatý Petr Canisius, jezuitský teolog a kazatel (* 8. května 1521)
- neznámé datum
  - Fernando de Herrera, španělský básník (* 1534)
  - Áron Tyran, moldavský kníže (* ?)

## Hlavy států
- České království – Rudolf II.
- Svatá říše římská – Rudolf II.
- Papež – Klement VIII.
- Anglické království – Alžběta I.
- Francouzské království – Jindřich IV.
- Polské království – Zikmund III. Vasa
- Uherské království – Rudolf II.
- Osmanská říše – Mehmed III.
- Perská říše – Abbás I. Veliký